# Mořkov
Mořkov (en allemand : Murk) est une commune du district de Nový Jičín, dans la région de Moravie-Silésie, en République tchèque. Sa population s'élevait à 2 497 habitants en 2021.

## Géographie
Mořkov se trouve à 8 km au sud-est de Nový Jičín, à 35 km au sud-sud-ouest d'Ostrava et à 267 km à l'est-sud-est de Prague.
La commune est limitée par Životice u Nového Jičína au nord, par Veřovice à l'est, par Zubří et Zašová au sud, et par Hodslavice à l'ouest.

## Histoire
La première mention écrite de la localité date de 1320.

## Transports
Par la route, Mořkov se trouve à 9 km de Nový Jičín, à 48 km d'Ostrava et à 336 km de Prague.